# Де Форест, Отем
Отем де Форест (англ. Autumn de Forest; род. 27 октября 2001, Лос-Анджелес, США) — американская художница. С 2008 года по настоящее время её творчество находится в поле внимания крупных средств массовой информации и художественных критиков. В 2015 году Отем де Форест получила Международную премию Джузеппе Шакка в области изобразительного искусства.

## Биография
Родственниками юной художнице приходятся художник и дизайнер Локвуд де Форест (1850—1932) и художник Джордж де Форест Браш (1855—1941), бывший директор музея искусств Метрополитен в Нью-Йорке Роберт У. де Форест. Родители случайно обратили внимание на художественные способности Отем. Даг де Форест, отец девочки, музыкант и композитор, рассказывал, что был в гараже, занимаясь ремонтом мебели, когда туда пришла пятилетняя дочь. Она спросила, можно ли взять лист фанеры и кисть, чтобы порисовать. Когда спустя некоторое время отец подошёл к её рисунку (11 x 14 сантиметров), то он был потрясён мастерством дочери и некоторым сходством её работы с картинами Марка Ротко. До этого Даг и его супруга, актриса и модель Кэтрин Ольсен де Форест (она сыграла ряд ролей в фильмах и телепередачах 1990-х годов) рассчитывали, что дочь будет заниматься музыкой (отец играл на скрипке с четырёх лет, он отмечал у дочери замечательное чувство ритма и близкий к идеалу музыкальный слух), в три года ей купили барабан, а в четыре с ней начали занятия на фортепиано, поэтому на первые абстрактные опыты маленькой Отем в живописи они даже не обращали внимания). Теперь они решили предоставить ей возможность заняться живописью. Девочке купили акриловые краски. Позже Отем также начала работать масляными красками, что позволило ей экспериментировать с техникой работы кистью. Работа над полотнами проходила сначала в семейном гараже, а затем — в музыкальной студии отца рядом с домом. После трёх небольших картин (работа над каждой продолжалась многие дни), созданных дочерью, родители начали снабжать девочку всё большими и большими по размеру полотнами.
Когда девочке исполнилось семь лет, родители решили показать её работы на местной художественной выставке. Искусствоведы обнаружили на её картинах сходство с абстрактным искусством Джорджии О’Кифф и Виллема де Кунинга, а также поп-артом Энди Уорхола. Некоторые критики даже заявили, что картины подложные и были созданы не девочкой, а её родителями. Картины Отом были представлены на Фестивале изобразительных искусств Малибу в Лос-Анджелесе, успех работ здесь заставил родителей всерьёз заняться обучением девочки живописи. Известный в США арт-дилер Бен Валенти стал постоянным агентом Отем де Форест.
Когда Отем де Форест было всего восемь лет, газета «Daily Mail» назвала девочку самым молодым концептуальным художником в мире и сравнила её с Сальвадором Дали и Пабло Пикассо. Уже в феврале 2010 года ряд картин девочки был продан на аукционе за 200 000 долларов. Ажиотаж был настолько велик, что в течение первых шестнадцати минут торгов были раскуплены работы на более, чем 100 000 долларов, а одна из картин приобретена за 25 000 долларов. Всего к июню 2016 года её работы были проданы на общую сумму в 7 000 000 долларов. После аукциона 2010 года Discovery Health Channel включил сюжет о ней в передачу, посвященную современным вундеркиндам. Сообщения о девочке были показаны в региональных и национальных новостях и телешоу США, включая такие популярные передачи, как «The Today Show» на канале NBC и Шоу Венди Уильямс.
Девочка сотрудничает с Комитетом президента США по искусству и гуманитарным наукам. В рамках этой программы Отем де Форест посещает общеобразовательные школы по всей стране и проводит живописные мастерские. Несмотря на юный возраст она выступала с беседами об искусстве в международных корпорациях, университетах, благотворительных организациях. Она стала самой молодой художницей, приглашённой выступить на ежегодной съезде Ассоциации Национального художественного образования. Американские психологи Джоан Рутсац и Кимберли Стивенс посвятили девочке целую главу в своей книге «Двоюродная сестра чуда: родственная связь между аутизмом и экстраординарным талантом», вышедшей в 2016 году.

## Личная жизнь

Отем де Форест. Капающее лето, 2011

Девочка отличалась подвижностью и непосредственностью. В 11 лет ей нравилось играть с куклой, в прятки, петь, танцевать, разыгрывать комические сценки. Во время часового интервью журналистам газеты «Financial Times» 15-летняя Отем много раз вскакивала, чтобы взять книги и другие безделушки, а позируя для фотографии, карабкалась по мебели, садилась на корточки и обнимала Джинджера, по её словам «невероятно умного» пуделя.
Многие картины отражают личные увлечения и интересы юной художницы. Одну из своих самых жизнерадостных картин девочка, по её словам, собиралась назвать «Предвкушение» (англ. «Anticipation»), но так как она создавалась как часть целого цикла, то автор остановилась на названии «Капающее лето» (англ. «Dripping Summer»). Художница говорила, что надеется, что зритель, рассматривая картину, услышит шум волн и почувствует запах океана прямо за небольшим хребтом, изображённым на картине. Пляжные шары на полотне символизируют воспоминания, которые остаются от купания. Картина была создана художницей в возрасте десяти лет. В настоящее время полотно представлено в Park West Gallery — художественной галерее в Саутфилде (штат Мичиган, размер — 20 5/8" x 28 1/8", инвентарный номер — 347590).
Девочка в настоящее время проживает в окрестностях Лас Вегаса в штате Невада со своими родителями. Отем де Форест проводит более четырёх часов в день в собственной студии, созданной в семейном доме вблизи Лас-Вегаса. Обычно художница просыпается в 7:30 утра. После завтрака она один—два часа занимается живописью. Затем — школьные занятия, в последнее время чаще она вынуждена обучаться онлайн. Перед ужином девочка возвращается в студию, вечерние занятия живописью продолжаются три или четыре часа. Долгое время она продолжала посещать школу, как и её сверстники, однако в 2016 году родители стали всерьёз размышляли о переводе дочери полностью на домашнее онлайн-обучение. Сама девочка настаивала на учёбе в традиционной школе: «Домашнее обучение отлично подходит для путешествий, но вы не испытываете то, что испытывают другие дети». Отец говорил о своих планах в отношении дочери: «Я хочу, чтобы моя дочь была обычной девочкой, но в то же время, так как она счастлива в искусстве, я хочу, чтобы она полностью реализовала свои таланты как можно более естественным образом». «Мои любимые занятия — история и наука, а моя настоящая страсть — живопись. Когда люди спрашивают, что я хочу делать, когда я вырасту, я говорю им, что я уже делаю именно это», — говорит сама Отем.
Родители рассчитывают на поступление дочери в колледж. Отем ориентируется на поступление в Йельский университет.

## Особенности творчества
Художественные критики отмечают, что творческая манера девочки за короткое время эволюционировала от экспрессионизма до сюрреализма и модернизма. За первые три года занятий живописью с пяти до восьми лет она создала до шестидесяти произведений искусства, лучшей своей работой к этом времени она считала свой автопортрет. «Я люблю его. Каждый раз, когда я подхожу к нему, я вижу в нём что-то новое. Это обновляемое произведение искусства для меня» — говорит девочка. Среди своих любимых художников она называет Пабло Пикассо, Джаспера Джонса, Жана-Мишеля Баскию, Джорджию О’Кифф, Виллема де Кунинга, Энди Уорхола, Анри Матисса и Гранта Вуда, Роя Лихтенштейна. Отец приобрёл для неё книги о творчестве этих художников, чтение которых стало для неё одним из любимых занятий. При этом, она никогда не брала уроков живописи и не училась в художественной школе.
Работая над картиной, девочка полностью забывает об окружающем её мире, она называет это состояние «белая комната»:

«Это место в моем воображении, куда я могу уйти, и это комната. Все белое, двери нет, в ней нет ничего. Единственное, что здесь есть, — это я, мои работы и инструменты. Вот и всё. Я просто иду в это место, где нет отвлекающих факторов, и мне кажется, что я просто поглощена моей картиной… Иногда мне жаль, что я не могу жить в своей белой комнате»— Джоан Рутсац, Кимберли Стивенс. Двоюродная сестра чуда: родственная связь между аутизмом и экстраординарным талантом
Отем экспериментировала, тестируя нетрадиционные инструменты. Так, она вырвала растение из земли, обмакнув в краску, ударила им по холсту, чтобы изобразить огонь. Девочка придумала серию новых техник и применила их в своих картинах, например, «рисование с помощью ветра» — воздушный компрессор распыляет краску на холст.
Вдохновение юная художница черпает в повседневной жизни. Она говорит о себе: «моё вдохновение повсюду — в дорожных знаках, продуктовых маркировках, в журналах моей матери и телевидении». Особенно она любит старые фильмы, такие как «Поющие под дождём» (а также фильмы Чарли Чаплина, братьев Маркс, цикл фильмов «Приключения Шерлока Холмса», снятых с 1939
по 1946 год с участием Бэйзила Рэтбоуна), а из более поздних — «Титаник» и сериал «Шерлок», в котором роль великого детектива исполнил Бенедикт Камбербэтч. Отом говорит о себе в интервью: «Я не считаю себя „вундеркиндом“. Я смотрю на себя как на девушку, которая любит рисовать и которая была благословлена возможностью поделиться своим воображением и творчеством со многими людьми».

Отем де Форест. Американская графика, 2011

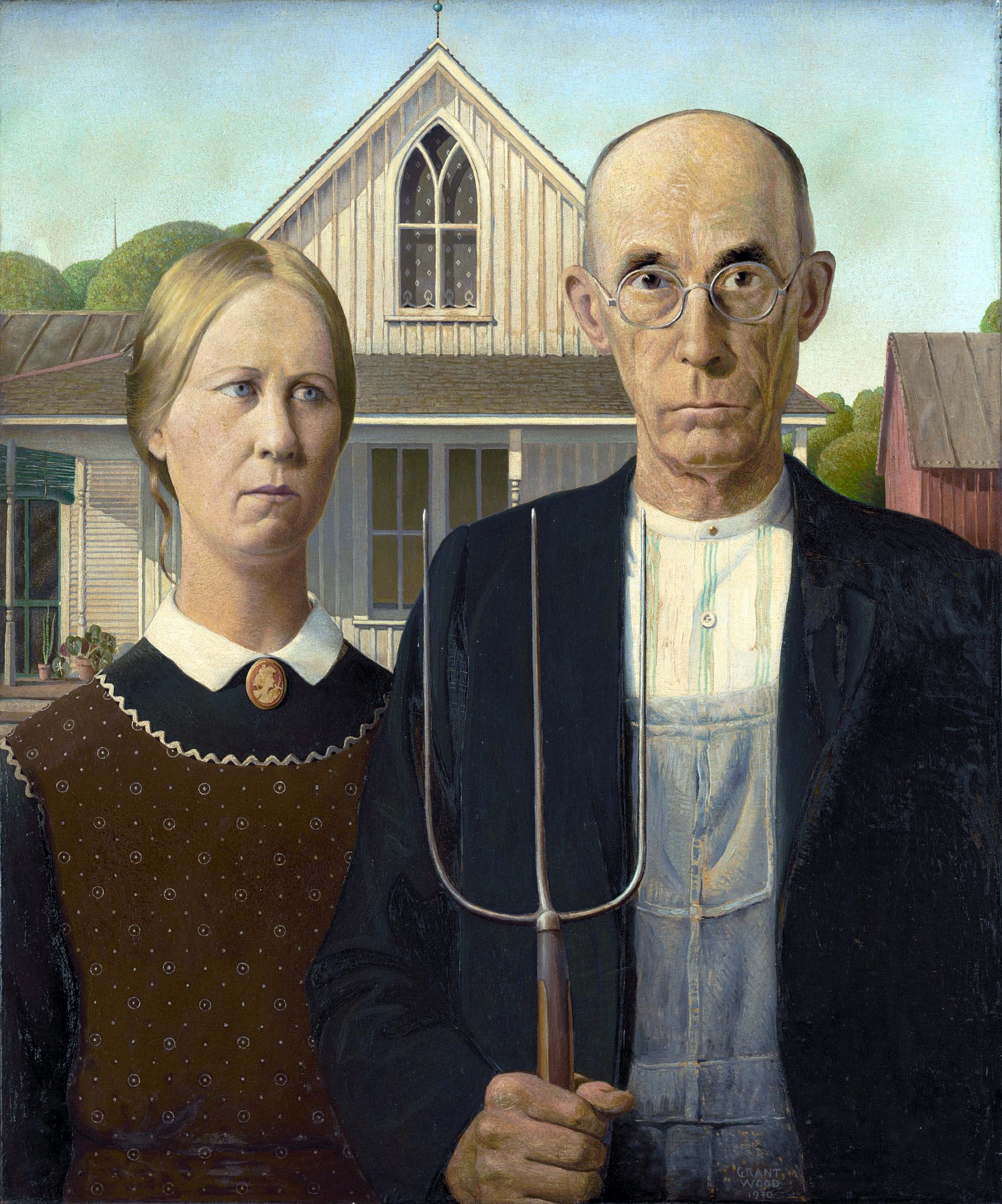
Грант Вуд. Американская готика, 1930

Размеры и форматы картин Отем различны, но больше всего ей нравится работать над крупными полотнами. Из-за небольшого роста девочки это долгое время создавало трудности. Холст обычно был разложен на полу, а Отем двигалась вокруг него. Чтобы девочка получила доступ к центру таких картин, были построены «помосты», которые пересекали холст. Они позволяли с минимальными усилиями работать в любой части полотна.
Одна из картин девочки — вариация на тему шедевра художника Гранта Вуда «Американская готика». На картине Вуда изображён фермер с дочерью на фоне дома, построенного в стиле плотницкой готики. В правой руке фермера держит вилы, так, как держат оружие. У дочери плотно сжатые губы, стянутые волосы лишь с одним свободным локоном, глаза, полные обиды или возмущения. Дочь одета в уже вышедший из моды передник. Швы на одежде фермера напоминают вилы в его руке. Их можно увидеть и в окнах дома на заднем плане. За спиной девушки — горшки с цветами (в форме вил), а вдалеке — шпиль церкви. Композиция картины близка американским фотографиям конца XIX века. Пуританская сдержанность персонажей во многом соответствуют реализму, характерному для европейского течения 1920-х годов «Новая вещественность», с которым Вуд познакомился во время поездки в Мюнхен. Вместо вил на картине Отем мужчина держит огромный карандаш. Картина девочки называется «Американская графика» (англ. «American Graphic», 2011, её размер — 36 x 48 сантиметров, техника исполнения — энкаустика по дереву), Отем было девять лет, когда она создала эту картину, теперь она хранится в коллекции семьи де Форестов. Отем говорила журналисту «Scholastic News» о картине: «вполне разумно заимствовать идеи и стили, так как даже художники, которых мы считаем классическими сейчас, заимствовали от художников, живших перед ними. Я создала эту картину для Crayola и использовала свои восковые карандаши этой фирмы, которые я расплавила и превратила в энкаустику… Розовый карандаш представляет мою женскую личность и луч надежды». Девочка относит эту картину к поп-готике. Она утверждает, что её тайное желание, чтобы персонажи её полотен вышли из своих рам и стали общаться между собой, как в фильме «Ночь в музее». В этом случае, как она убеждена, собеседниками персонажей этой картины должны были бы стать созданные художницей «Кукла Мэрилин» и «Кукла Элвис». На ещё одной своей картине Отем де Форест изобразила этих двух персонажей в образе героев своей картины «Американская графика».

## Признание и награды
Персональные выставки Отем де Форест состоялись в Институте американского искусства Батлера (2016), в Центре искусств и культуры Монтхейвен в Хендерсонвилле (2017), в Галерее Океан в местечке Стоун-Харбор и Авалон (Нью-Джерси, 2012), она дала мастер-класс и представила свою новую работу (картина посвящена взрывам на бостонском марафоне 2013 года) в Ritz-Carlton в Бостоне (2015), картины художницы представлены в Park West Gallery.
В 2015 году Отем де Форест получила Международную премию Джузеппе Шакка в области изобразительного искусства (обязательным условием её вручения является то, что её обладатель может рассматриваться как позитивный образец для подражания). Для получения награды девочка совершила поездку в Ватикан, где была представлена римскому папе Франциску и продемонстрировала ему свои работы на религиозные темы.